# Санаторијум за Србе у Саланшу
Санаторијум за Србе у Саланшу или Десета јединица Болнице шкотских жена за рад у иностранству (енг. Tuberculosis Sanatorium for Serbs at Sallanches, Haute Savoie) била је привремена здравствена установа, намењена лечењу и опоравку српских студента и српских избеглица у Француској оболелим од туберкулозе.
Деста болница шкотских жена или санатортијум у Саланшу радила је од њеног оснивања марта 1918. године, све до јуна 1919. године.

## Положај, размештај и намена
Санаторијум, болница био је смештена у хотелу „Савоја”,  у Француској, у градићу Саланш, испод Монт Бланка, у близини швајцарске границе.
Због све веће потребе, капацитет санаторијума-болнице, који је првобитно имао 100 постања, убрзо се повећао на 150 постеља.
Све време болница-санаторијум, углавном је била намењена опоравку рековалесцента, оболелих од туберкулозе плућа.

## Предуслови
Француска је била земља која је Све време Првог светског рата Француска је била отворена за евакуацију и пријем српским избеглица: ђака, студента, народних посланика, чиновника, војника. Њих је према француским изворима, на територији Француске до 1. јануара 1918. године боравило 17.000.
На основу одлуке коју је донела Народна скупштина Републике Француске и њена влада у новембру и децембру 1915. године, почев од краја децембра 1915. године, највећи део избегле српске деце, и студената се све време Првог светског рата наставио је школовање у Француској.
Како је део избеглица дошао у Француску из ратом захваћене Србије, са већ нарушеним здрављем, ратне прилике које су владале у Француској све вереме Првог светског рата, условиле су погоршање постојећих и појаву нових разних болести, посебно јако заразне туберкулозе, за коју није постојао одговарајући лек. То је утицало да се ова зараза попут пошасти у великом броју рашири међу српским ђацима и војницима. Након масовног разбољевања деце и омладине, у Француској се јавила потреба, да се поред уточишта и помоћи у школовању, оснују и лечилишта и санаторијуми за српске ђаке и студенте.

## Оснивање санаторијума
На иниицијативу Просветно одељење у Паризу донета је одлука да се оснује  санаторијум у Саланшу (1917) и ђачког одморишта у Ментону.

 
Идеју за оснивање санторијума помогао је Комитет шкотских жена.  Министарство просвете и црквених послова на Крфу, о оснивању Санаторијума у Саланшу, 20. јануара 1918. године обавестио је овим извештајем, Шеф просветног одељења у Француској, професор Сава Урошевић:, 
| „ | На Конференцији, одржаној 21. децембра ове године [1917.] под председништвом г. Главног Комесара у његовој Канцеларији, примио је к знању његово саопштење, да је постала дело, мисао и жеља Комитета Шкотландских Жена (Scotish Women’s Hospitals), да се оснује један племенски санаторијум за наше ђаке [...]. [...] оснивањем овог новог санаториума и својим намерама да га пренесе, после рата, у Србију, задужује нас новим дугом захвалности. Овај санаторијум почео је да прима туберкулозне guerissible студенте, почетком фебруара ове године [1918.]”. | ” |

## Кадровска структура санаторијума
Руководиоци санаторијама
- др Матилда Макфејл (Dr. Matilda Alexandrina Macphail, 1860–1946), по националности Шкотланђанка.[10] Пре доласка у Саланше, др Макфејл је била руководилац Јединице „Корзика“, на Корзици.
- др Мариан Булок (Dr. Marian Theresa Bullock, 1877–1956).[1]

Лекарска екипа
- др Матилда Макфејл, уједно управница болнице,
- др Маријан Тереза Булок (Dr. Marian Theresa Bullock)
- др Елизабет Нил (Dr. Elisabeth Niel).

Главне медицинске сестре
- Етел Мод (Miss Ethel Maude)
- Мери Доналдсон (Miss Mary Steuart Donaldson),

Апотекарица санаторијаума
- Ела Моли Ертон (Miss Ella Molloy Ayrton)

Домаћица санаторијума
- Мери Милн (Mrs. Mary Milne).

## Активности
Поред лечење српских ђака у санаторијуму, које је одобрило Просветно одељење у Паризу, управа  санаторијума организовала је и курс енглеског језика, а сваки болесник је добијао по један комад земље на коме је узгајао поврће и цвеће, а све са циљем бржег и бољег опоравка.
Болница шкотских жена у Саланшеу је радила од марта 1918. до јуна 1919. Све време, болница је деловала као санаторијум, углавном намењена рековалесцентима, и због све веће потребе, капацитет болнице се стално повећао, па је од 100 нарастао на 150 постеља.